# Salma Paralluelo
Salma Paralluelo (ur. 13 listopada 2003 w Saragossie) – hiszpańsko-gwinejska piłkarka, występująca na pozycji napastniczki w hiszpańskim klubie FC Barcelona oraz w reprezentacji Hiszpanii. Uczestniczka Mistrzostw Świata 2023.

## Statystyki

### Klubowe
Na podstawie:
| Klub          | Sezonów | Liga             | Liga  | Liga   | Puchar krajowy | Puchar krajowy | Kontynentalne | Kontynentalne | Suma  | Suma   |
| Klub          | Sezonów | Liga             | Mecze | Bramki | Mecze          | Bramki         | Mecze         | Bramki        | Mecze | Bramki |
| ------------- | ------- | ---------------- | ----- | ------ | -------------- | -------------- | ------------- | ------------- | ----- | ------ |
| Villarreal CF | 1       | Segunda División | 17    | 15     | 1              | 0              | –             | –             | 26    | 18     |
| Villarreal CF | 1       | Liga F           | 8     | 3      | 1              | 0              | –             | –             | 26    | 18     |
| FC Barcelona  | 2       | Liga F           | 30    | 20     | 6              | 9              | 15            | 6             | 51    | 35     |
|               | Łącznie | Łącznie          | 55    | 38     | 14             | 1              | 16            | 6             | 183   | 52     |

### Reprezentacyjne
Na podstawie:
| Mecze i gole w reprezentacji podczas Mistrzostw Świata 2023 | Mecze i gole w reprezentacji podczas Mistrzostw Świata 2023 | Mecze i gole w reprezentacji podczas Mistrzostw Świata 2023 | Mecze i gole w reprezentacji podczas Mistrzostw Świata 2023 | Mecze i gole w reprezentacji podczas Mistrzostw Świata 2023 | Mecze i gole w reprezentacji podczas Mistrzostw Świata 2023 | Mecze i gole w reprezentacji podczas Mistrzostw Świata 2023 | Mecze i gole w reprezentacji podczas Mistrzostw Świata 2023 |
| Lp.                                                         | Data                                                        | Miasto                                                      | Przeciwnik                                                  | Wynik                                                       | Gole                                                        | Inne                                                        | Faza rozgrywek                                              |
| ----------------------------------------------------------- | ----------------------------------------------------------- | ----------------------------------------------------------- | ----------------------------------------------------------- | ----------------------------------------------------------- | ----------------------------------------------------------- | ----------------------------------------------------------- | ----------------------------------------------------------- |
| 1.                                                          | 21.07.2023                                                  | Wellington                                                  | Kostaryka                                                   | 3:0 (3:0)                                                   |                                                             |                                                             | Faza grupowa                                                |
| 2.                                                          | 26.07.2023                                                  | Auckland                                                    | Zambia                                                      | 5:0 (2:0)                                                   |                                                             |                                                             | Faza grupowa                                                |
| 3.                                                          | 31.07.2023                                                  | Wellington                                                  | Japonia                                                     | 0:4 (0:3)                                                   |                                                             |                                                             | Faza grupowa                                                |
| 4.                                                          | 05.08.2023                                                  | Auckland                                                    | Szwajcaria                                                  | 5:1 (4:1)                                                   |                                                             |                                                             | 1/8 finału                                                  |
| 5.                                                          | 11.08.2023                                                  | Wellington                                                  | Holandia                                                    | 2:1 (0:0)                                                   | 111'                                                        |                                                             | Ćwierćfinał                                                 |
| 6.                                                          | 15.08.2023                                                  | Auckland                                                    | Szwecja                                                     | 2:1 (0:0)                                                   | 81'                                                         |                                                             | Półfinał                                                    |
| 7.                                                          | 20.08.2023                                                  | Sydney                                                      | Anglia                                                      | 1:0 (1:0)                                                   |                                                             | 78'                                                         | Finał                                                       |

## Sukcesy
Na podstawie:

### Klubowe
- Liga Mistrzyń UEFA 2022/23
- Mistrzyni Hiszpanii 2022/23
- Superpuchar Hiszpanii 2022/23, 2023/24

### Reprezentacyjne
- Mistrzyni Świata 2023
- Mistrzyni Świata U-20 2022
- Mistrzyni Świata U-17 2018
- Mistrzyni Europy U-17 2018